# Made in the Shade
Made in the Shade er det tredje officielle opsamlingsalbum fra The Rolling Stones, og det blev udgivet i 1975. Efter udgivelsen af Big Hits (High Tide and Green Grass), i 1966, og Through the Past, Darkly (Big Hits Vol. 2) i 1969, følte bandet at det var tid til at lave en ny antologi over deres arbejde. 
Selvom Hot Rocks 1964-1971 og More Hot Rocks (Big Hits & Fazed Cookies), fra henholdsvis 1971 og 1972, var blevet udgivet var de ikke udgivet af The Rolling Stones men af Allen Kleins ABKCO Records uden The Rolling Stones godkendelse. 
Materialet på Made in the Shade var højdepunkerne fra bandets tidligere Decca/Londons periode, der kørte fra Sticky Fingers (1971) til It's Only Rock 'n' Roll (1974), uden noget nyt materiale. 
Selvom Made in the Shade købte tid til at The Rolling Stones kunne lave deres næste studiealbum (de var midtvejs med at indspille Black and Blue i juni 1975) var det også udgivet for at fange bandets sommer tour i Amerika, der viste Ron Wood optræde for første gang som erstatning for Mick Taylor. Da Wood passede så godt ind blev han bedt om at blive i bandet. 
Made in the Shade blev nummer 14. i England, og plads nummer 6. i USA hvor den solgte platin. 

## Spor
- Alle sangene er skrevet af Mick Jagger and Keith Richards udtaget hvor andet er påført.

1. "Brown Sugar" – 3:50
2. "Tumbling Dice" – 3:44
3. "Happy" – 3:04
4. "Dance Little Sister" – 4:10
5. "Wild Horses" – 5:41
6. "Angie" – 4:31
7. "Bitch" – 3:37
8. "It's Only Rock 'n' Roll (But I Like It)" – 5:07
9. "Doo Doo Doo Doo Doo (Heartbreaker)" – 3:27
10. "Rip This Joint" – 2:23